# John P. Stockton

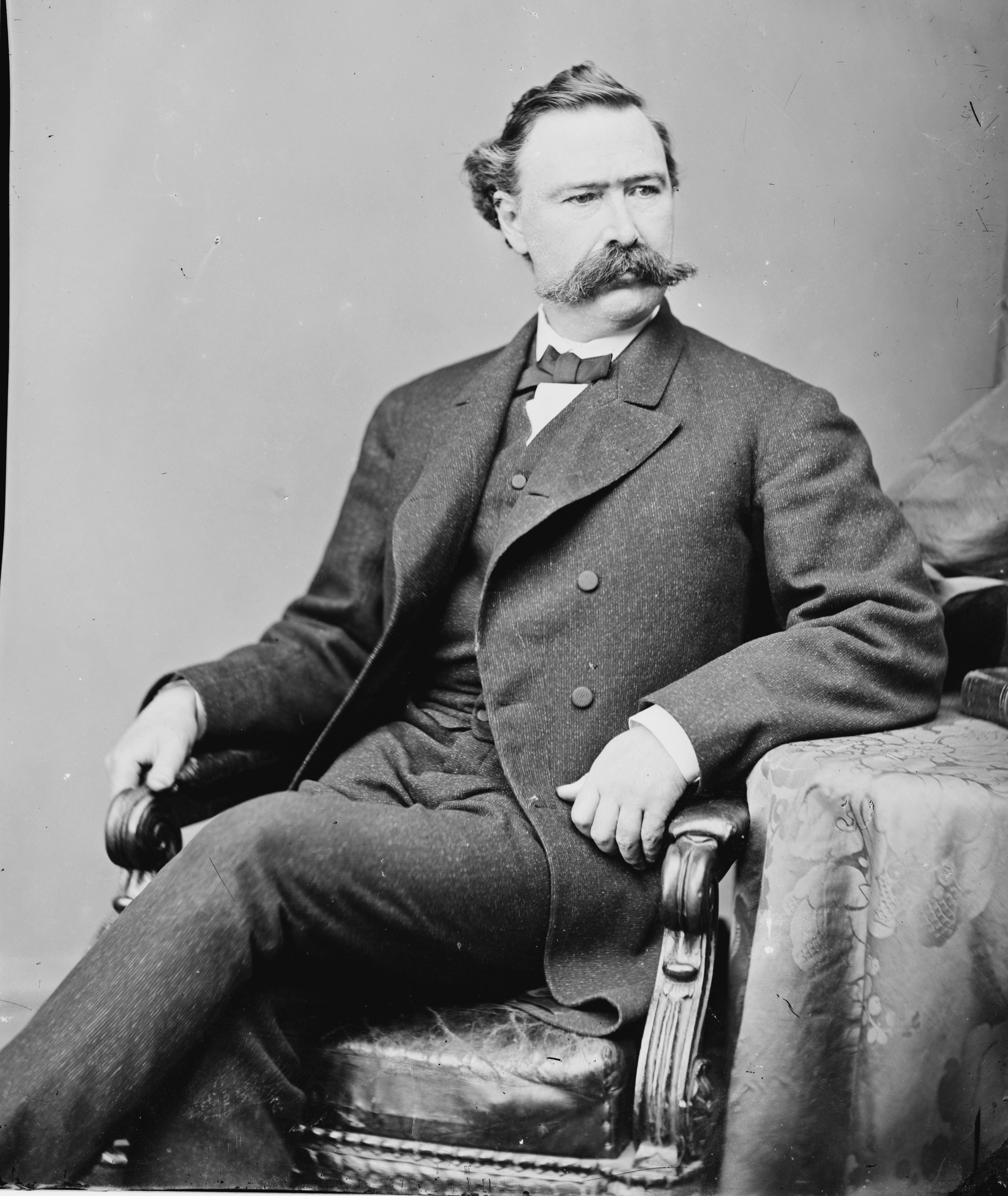
John P. Stockton

John Potter Stockton, född 2 augusti 1826 i Princeton, New Jersey, död 22 januari 1900 i New York, New York, var en amerikansk demokratisk politiker och diplomat. Han representerade delstaten New Jersey i USA:s senat 1865-1866 och 1869-1875.
Fadern Robert F. Stockton var senator för New Jersey 1851-1853. Även farfadern Richard Stockton hade varit senator.
John P. Stockton utexaminerades 1843 från College of New Jersey (numera Princeton University) och studerade därefter juridik. Han inledde 1846 sin karriär som advokat i New Jersey. Han var chef för USA:s diplomatiska beskickning i Kyrkostaten 1858-1861.
Stockton efterträdde 1865 John C. Ten Eyck som senator för New Jersey. Delstatens lagstiftande församling fortsatte att tvista om mandatet och Stockton byttes följande år ut mot Alexander G. Cattell. Han efterträdde sedan 1869 Frederick T. Frelinghuysen som senator och fick sitta i senaten hela mandatperioden ut. Han var delstatens justitieminister (New Jersey Attorney General) 1877-1897.
Stocktons grav finns på Princeton Cemetery i Princeton.